# Базилевщина (Машевский район)
Базиле́вщина (укр. Базилівщина) — село,
Базилевщинский сельский совет,
Машевский район,
Полтавская область,
Украина.
Код КОАТУУ — 5323080701. Население по переписи 2001 года составляло 944 человека.
Является административным центром Базилевщинского сельского совета, в который не входят другие населённые пункты.

## Географическое положение
Село Базилевщина находится на берегах реки Тагамлык,
выше по течению на расстоянии в 0,5 км расположено село Мироновка,
ниже по течению на расстоянии в 0,5 км расположено село Селещина.
На реке большие запруды.

## История
- 1758 — дата основания.
- Административно входило в состав Константиноградского уезда Полтавской губернии.

## Известные уроженцы
Шерстю́к Фёдор Семёнович (1925-1992) — полный кавалер ордена Славы (июль 1944; ноябрь 1944; июнь 1945), в годы Великой Отечественной войны – снайпер, гвардии старшина (пехота). Участник Парада Победы 24 июня 1945 года в Москве. Майор милиции.

## Экономика
- Птице-товарная и овце-товарная фермы.
- «Свитанок», опытное хозяйство.
- Установки подготовки и переработки газа и газоконденсата.

## Объекты социальной сферы
- Школа I—II ст.
- Дом культуры.